# Okręg wyborczy Monmouth Boroughs
Okręg wyborczy Monmouth Boroughs powstał w 1545 r. i wysyłał do angielskiej, a następnie brytyjskiej, Izby Gmin jednego deputowanego. Okręg obejmował miasta Monmouth, Newport i Usk w Walii. Został zlikwidowany w 1918 r.

## Deputowani do brytyjskiej Izby Gmin z okręgu Monmouth Boroughs

### Deputowani w latach 1545-1640
- 1604–1611: R. Johnson
- 1621–1622: Thomas Ravenscroft

### Deputowani w latach 1640-1918
- 1646–1653: Thomas Pury
- 1659–1659: Nathaniel Waterhouse
- 1659–1660: Thomas Pury
- 1660–1661: Trevor Williams
- 1661–1677: George Probert
- 1677–1679: Charles Somerset, lord Herbert, torysi
- 1679–1679: Trevor Williams
- 1679–1680: Charles Somerset, lord Herbert, torysi
- 1680–1685: John Arnold
- 1685–1685: Charles Somerset, markiz Worcester, torysi
- 1685–1689: James Herbert
- 1689–1689: John Arnold
- 1689–1690: John Williams
- 1690–1695: Charles Kemeys
- 1695–1698: John Arnold
- 1698–1701: Henry Probert
- 1701–1705: John Morgan
- 1705–1708: Thomas Powell
- 1708–1715: Clayton Milborne
- 1715–1720: William Bray
- 1720–1722: Andrews Windsor
- 1722–1734: Edward Kemeys
- 1734–1745: lord Charles Somerset, torysi
- 1745–1747: Charles Tynte
- 1747–1754: Fulke Greville
- 1754–1767: Benjamin Bathurst
- 1767–1788: John Stepney
- 1788–1790: Henry Somerset, markiz Worcester, torysi
- 1790–1796: Charles Bragge, torysi
- 1796–1799: Charles Thompson
- 1799–1802: lord Edward Somerset, torysi
- 1802–1813: Charles Henry Somerset, torysi
- 1813–1831: Henry Somerset, markiz Worcester, torysi
- 1831–1831: Benjamin Hall, wigowie
- 1831–1832: Henry Somerset, markiz Worcester, torysi
- 1832–1837: Benjamin Hall, wigowie
- 1837–1852: Reginald Blewitt, wigowie
- 1852–1868: Crawshay Bailey, Partia Konserwatywna
- 1868–1874: John Ramsden, Partia Liberalna
- 1874–1880: Thomas Cordes, Partia Konserwatywna
- 1880–1886: Edward Carbutt, Partia Liberalna
- 1886–1892: George Elliot, Partia Konserwatywna
- 1892–1900: Albert Spicer, Partia Liberalna
- 1900–1901: Frederick Rutherfoord Harris, Partia Konserwatywna
- 1901–1906: Joseph Lawrence, Partia Konserwatywna
- 1906–1918: Lewis Haslam, Partia Liberalna